# Nomic
Nomic er en type spil, hvor deltagerne kan ændre reglerne, og hvor målet med spillet således kan forandres undervejs.
| Spil | Spire Denne artikel om spil eller lege er en spire som bør udbygges. Du er velkommen til at hjælpe Wikipedia ved at udvide den. |